# Synagoge (Bad Nauheim)

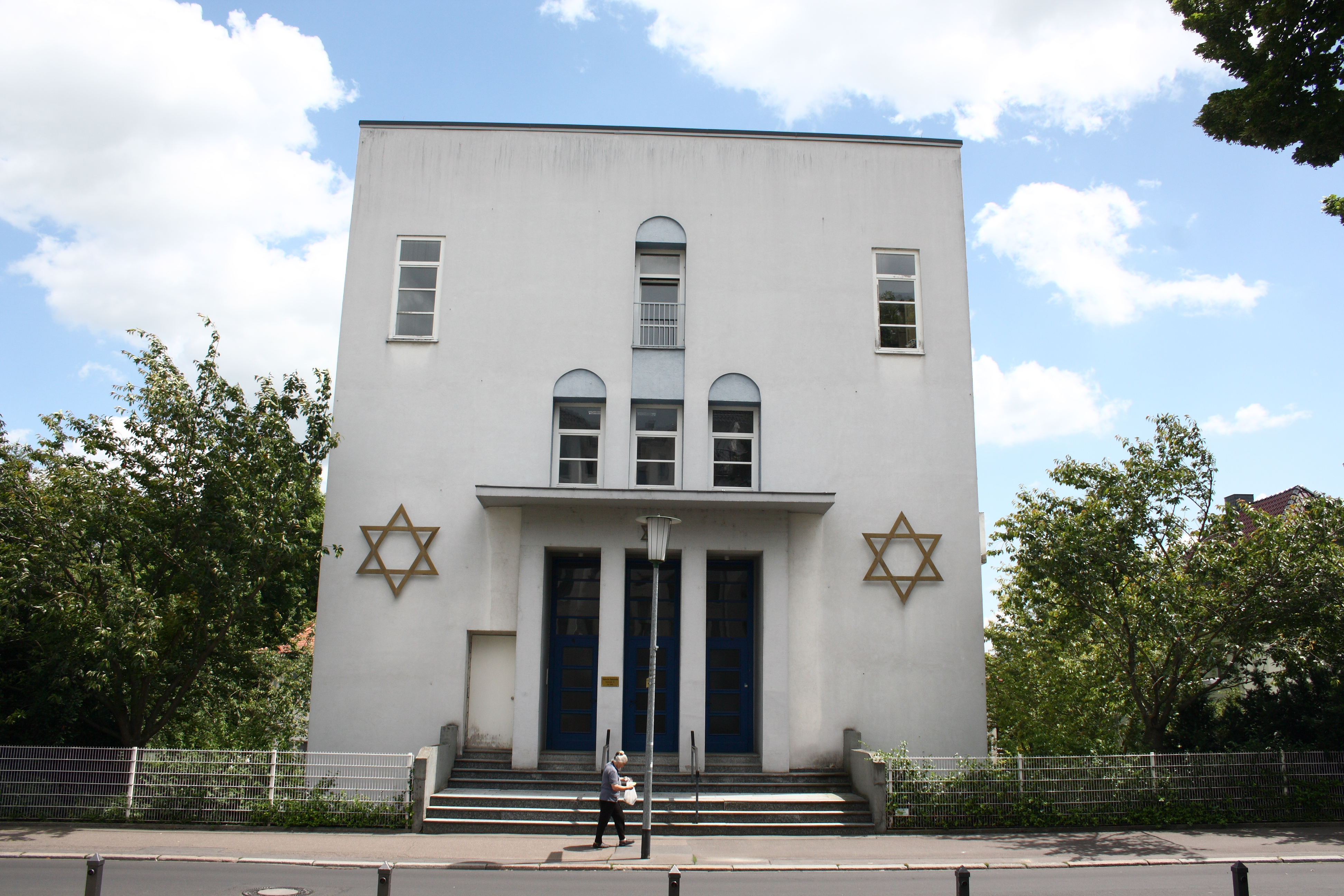
Fassade zur Karlstraße, 2012

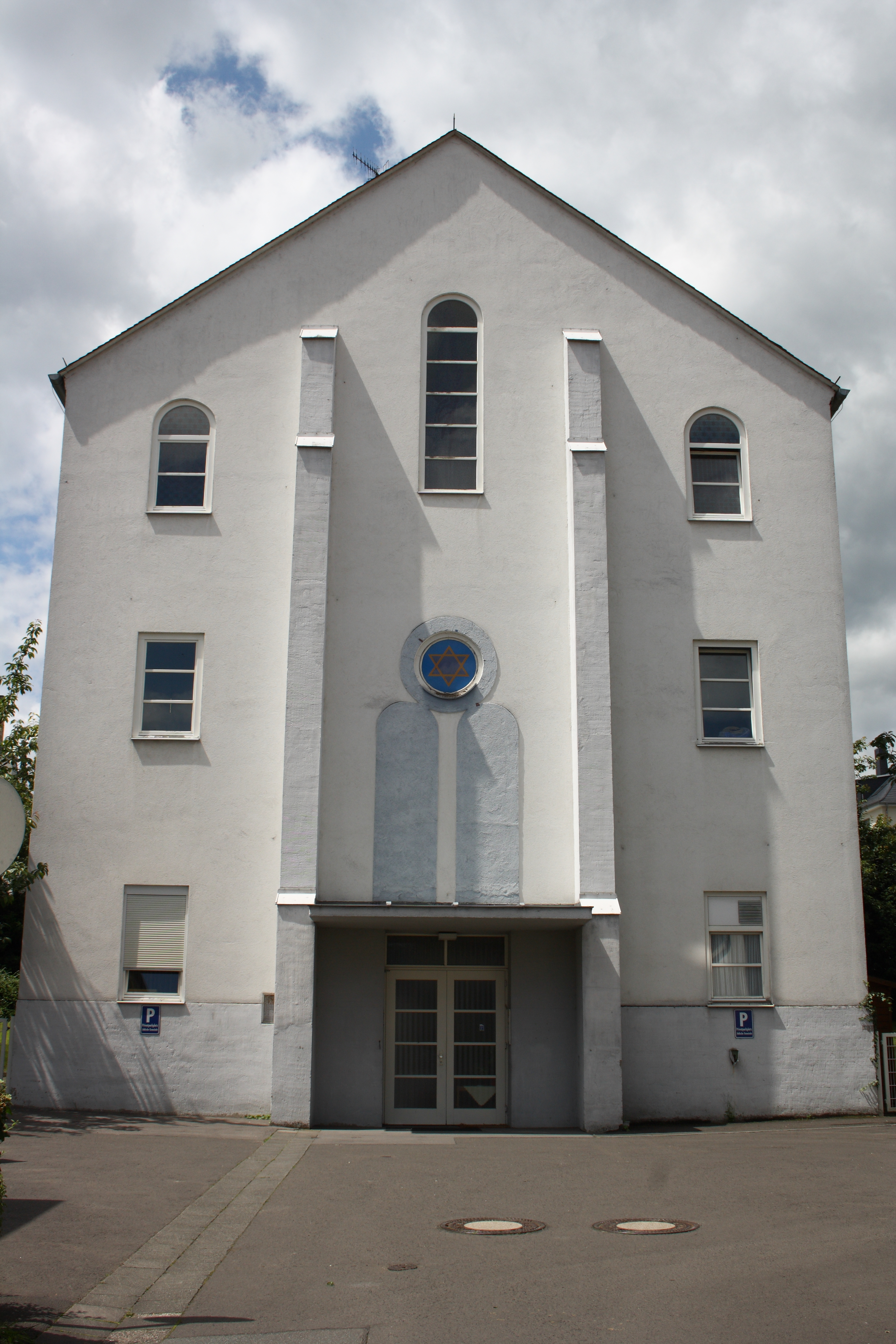
Rückseite

Die Synagoge von Bad Nauheim ist ein markantes Beispiel für den Stil der Neuen Sachlichkeit in den 1920er Jahren und eine der letzten in Deutschland errichteten Synagogen vor dem Holocaust.

## Gemeinde
Die Anfänge jüdischen Gemeindelebens in Nauheim datieren, wie in vielen Ortschaften der Wetterau, in das ausgehende Mittelalter, vermutlich in das 14. Jahrhundert. Von 1468 bis in die erste Hälfte des 16. Jahrhunderts lebten einige wenige jüdische Familien in dem damals noch unbedeutenden Dorf. Im 18. Jahrhundert siedelte sich erneut eine kleine jüdische Gemeinde an. Erst mit Beginn des Aufstiegs der Stadt zu einem Kurort internationalen Rangs nahm ab Mitte des 19. Jahrhunderts die Zahl der in Bad Nauheim lebenden Juden stark zu: Zahlreiche jüdische Ärzte und Geschäftsleute ließen sich in der aufstrebenden Badestadt nieder. In den Jahrzehnten vor dem Ersten Weltkrieg kamen besonders viele orthodoxe Juden aus ganz Europa zu Kuraufenthalten nach Bad Nauheim. Die Einrichtung einer jüdischen Kinderheilstätte und israelitischer Männer- und Frauenkurheime trugen den Bedürfnissen der Gäste Rechnung. Vier Jüdische Friedhöfe in Bad Nauheim vom 16. Jh. bis heute sind erhalten.
2016 wurde in der Parkstraße ein Holocaust-Denkmal für die 270 ermordeten Juden der NS-Herrschaft errichtet.

## Gebäude
Ein erster Betsaal befand sich in der Burggasse 20. Er wurde 1867 oder 1886 durch eine erste Synagoge abgelöst. Sie stand in der Karlstraße. Aufgrund der Beliebtheit der Stadt bei jüdischen Kurgästen und des Wachstums der ortsansässigen jüdischen Gemeinde entschloss diese sich in den 1920er Jahren zum Bau einer neuen Synagoge. Das 1929 fertiggestellte repräsentative Gotteshaus, ebenfalls in der Karlstraße, aber weiter südlich, wurde in den damals äußerst fortschrittlichen Architekturformen der Neuen Sachlichkeit gestaltet – etwa mit einem Flachdach auf dem straßenseitigen Flügel – und unter weitgehendem Verzicht auf die bis dahin üblichen maurisch-romanischen Architekturformen im Synagogenbau – nur die rundbogigen Fenster erinnern noch daran. Architekt war Richard Kaufmann aus Frankfurt am Main. Das Gebäude steht auf einem T-förmigen Grundriss und integriert auch eine Mikwe und eine Wohnung. Es war eine der letzten in Deutschland vor dem Beginn der NS-Diktatur errichteten Synagogen.

## Nutzung
Nach Hitlers Machtergreifung ging die Zahl der jüdischen Einwohner Bad Nauheims nach kurzzeitigem Anstieg schnell zurück, da Repressionen und der Boykott der ortsansässigen jüdischen Einzelhandelsgeschäfte viele Familien zur Abwanderung zwangen. Während der Novemberpogrome 1938 am 9. November wurde die Synagoge geschändet, die Fensterscheiben eingeschlagen und die Inneneinrichtung stark beschädigt. Ein gelegtes Feuer konnte gelöscht und das erst neun Jahre alte Gebäude erhalten werden. Es wurde in den folgenden Jahren als Lagerhaus zweckentfremdet. 1942 erfolgte die Deportation der letzten, noch etwa 100 in der Stadt verbliebenen Juden in Vernichtungslager.
Unmittelbar nach der Besetzung der Stadt durch US-amerikanische Truppen am 29. März 1945, noch vor Kriegsende, fand in der provisorisch wiederhergestellten Synagoge unter der Leitung eines amerikanischen Feldgeistlichen der erste jüdische Gottesdienst im von den Alliierten besetzten Teil Deutschlands statt. Unter den teilnehmenden Soldaten war auch Ralph Baum, der vor dem Nazi-Terror Bürger von Bad Nauheim gewesen war. Mit Unterstützung der amerikanischen Besatzungsstellen entstand unter Mitarbeit von US-Soldaten, Displaced Persons und zurückkehrenden Emigranten eine neue jüdische Gemeinde.
Die Synagoge wurde nach 1945 zunächst notdürftig renoviert und 1960 sowie in den 1980er Jahren umfangreich saniert. Die jüdische Gemeinde von Bad Nauheim entwickelte sich in den Jahrzehnten nach Gründung der Bundesrepublik zu einem wichtigen, die Kultur der Stadt in vielfältiger Weise mitgestaltenden Faktor. 2018 gehörten ihr 252 Mitglieder an.

## Wissenswert
Bad Nauheim ist Sitz des Deutschen Koordinierungsrats der Gesellschaften für Christlich-Jüdische Zusammenarbeit und der Buber-Rosenzweig-Stiftung.